# Rhein-Erft-Verkehrsgesellschaft
Die REVG Rhein-Erft-Verkehrsgesellschaft mbH ist ein Verkehrsunternehmen des öffentlichen Personennahverkehrs mit Unternehmenssitz in Kerpen-Türnich. Alleiniger Gesellschafter ist der Rhein-Erft-Kreis. Insgesamt erbringt die REVG 9,2 Millionen Fahrplankilometer pro Jahr und befördert mit insgesamt 271 Linienbussen 22 Millionen Fahrgäste. Den größten Teil der Verkehrsleistung erbringt die REVG selbst; zur Durchführung des übrigen Teils der Verkehre beauftragt sie private Omnibusunternehmen aus dem Rhein-Erft-Kreis. Den Anruf-Sammel-Taxi-Verkehr (rund 220.000 AST-Kilometer) und den On-Demand-Verkehr Mobie übernehmen örtliche Taxiunternehmer.
Den Öffentlichen Dienstleistungsaufträgen des Rhein-Erft-Kreises entsprechend, erbringt die REVG den Linienverkehr mit 46 Buslinien, 4 Anruf-Sammel-Taxi-Linien, 2 On-Demand-Verkehren Mobie in Erftstadt und Pulheim, einem On-Demand-Verkehr Kraftraum-Shuttle in Bergheim und einer Bürger-Buslinie in Bergheim-Fliesteden, die teilweise auch in den Pulheimer Stadtteil Stommeln führt.

## Entwicklung
Die REVG Rhein-Erft-Verkehrsgesellschaft mbH wurde vom alleinigen Gesellschafter, dem Rhein-Erft-Kreis, im Jahr 1992 als reine Managementgesellschaft konzipiert. Die gesamte Fahrleistung wurde bis Ende 2018 von der Regionalverkehr Köln GmbH als Generalunternehmer erbracht.
Der Kreisausschuss des Rhein-Erft-Kreises fasste am 28. September 2017 den Beschluss, die REVG zu einem Verkehrsunternehmen mit eigenem Betriebshof, Fahrzeugen und Fahrpersonal auszubauen. Grundlage war das Inkrafttreten der EU-Verordnung 1370/2007. Am 15. März 2018 beschloss der Kreistag den Öffentlichen Dienstleistungsauftrag (ÖDA) für die REVG, der am 1. Januar 2019, dem Tag der Betriebsaufnahme durch die REVG, in Kraft trat und bis Ende 2028 gilt.
Zum 1. Oktober 2021 wurde die Betriebsführung der Linien 921 und 922 von Tirtey Reisen GmbH & Co. KG aus Titz an die REVG übertragen. Das Unternehmen Tirtey agiert somit nun vollständig als Subunternehmer. Da Tirtey jedoch weiterhin die Konzession für die Linien besitzt, fahren auf den Linien weiterhin Busse dieses Unternehmens.

## Linien
Die REVG hält die Genehmigungen für 46 Buslinien und 4 Anruf-Sammel-Taxi-Konzessionen, 3 On-Demand-Verkehre sowie einen Bürgerbus. Das Hauptliniennetz weist eine Gesamtlänge von rund 1230 Kilometern auf. An einem durchschnittlichen schultäglichen Betriebstag umfasst der Fahrplan 2050 Fahrten, mit denen rund 1 594 Bushaltestellen bedient werden. Die Fahrleistung im Jahr 2024 betrug 9,2 Millionen Fahrplan-Kilometer; es wurden insgesamt 22 Millionen Fahrgäste mit REVG-Tickets (inkl. Deutschlandticket) befördert.
Die REVG-Buslinien sind:
| Linie | Verlauf |
| ----- | --- |
| 905   | Stadtbus Bedburg/Ringlinie: Bedburg Bf – Pütz – Kaster – Lipp – Bedburg Bf – Kirdorf Grundschule                                    |
| 910   | Frechen Rathaus – Gleuel – Stotzheim – Hürth Mitte/ZOB                                                                              |
| 911   | Brüggen Am alten Bahnhof – Türnich – Kerpen – Sindorf                                                                               |
| 915   | Neu-Etzweiler – Elsdorf – Thorr – Ahe – Quadrath-Ichendorf Bf                                                                       |
| 920   | Horrem – Sindorf – Kerpen – Gymnich – Lechenich – Erftstadt Bahnhof                                                                 |
| 921   | Ringbus Sindorf: Bahnhof – Gewerbegebiet – Zeisigweg – Bahnhof                                                                      |
| 922   | Bergheim Bf – Ahe – Sindorf Bf – Kerpen Schützenstraße                                                                              |
| 923   | Stadtverkehr Bergheim |
| 924   | (Bergheim Bahnhof –) Niederaußem – Rath – Bedburg Bahnhof                                                                           |
| 927   | Bedburg Bahnhof – Industriegebiet Mühlenerft                                                                                        |
| 930   | Wesseling Hunsrückstr. - Keldenich – Wesseling (Stadtbahn) – Berzdorf – Brühl Bf – Brühl Mitte (Stadtbahn)                          |
| 931   | Frechen-Königsdorf – Königsdorf Bf – Buschbell – Krankenhaus - Rathaus                                                              |
| 933   | Buir – Blatzheim – Manheim-neu – Kerpen – Sindorf Schulzentrum                                                                      |
| 935   | Brühl Mitte (Stadtbahn) – Brühl Ost – Meschenich – Hürth-Hermülheim (Stadtbahn)                                                     |
| 937   | Schülerverkehr: Oberembt – Elsdorf Busbf. – Bergheim Bf                                                                             |
| 941   | Elsdorf Busbf. – Berrendorf – Heppendorf – Ahe – Sindorf – Horrem                                                                   |
| 944   | Brüggen – Balkhausen – Türnich – Horrem – Sindorf Schulzentrum                                                                      |
| 945   | Bergheim Bf – Paffendorf Gewerbepark                                                                                                |
| 949   | Abtei Brauweiler – Köln-Lövenich Bf – Köln-Weiden Zentrum (Stadtbahn)                                                               |
| 950   | Köln-Weiden Zentrum (Stadtbahn) – Königsdorf Bf – Quadrath-Ichendorf Bf - Bergheim Bf – Elsdorf – Oberembt - Rödingen Markt         |
| 955   | Horrem Bf – Türnich (– Gewerbegebiet Türnich) – Kierdorf – Erftstadt Bf – Bliesheim – Lechenich                                     |
| 957   | Schülerverkehr: Frechen – Buschbell – Königsdorf                                                                                    |
| 960   | Bergheim Kreishaus – Bergheim Bf – Quadrath-Ichendorf Bf – Horrem Bf – Frechen Rathaus – Hürth Mitte – Hürth-Hermülheim (Stadtbahn) |
| 961   | Bergheim Bf - Quadrath-Ichendorf Bf – Oberaußem – Glessen – Dansweiler – Abtei Brauweiler – Köln-Weiden West                        |
| 962   | Köln-Bocklemünd (Stadtbahn) - Widdersdorf – Brauweiler – Glessen – Dansweiler – Königsdorf Bf                                       |
| 964   | Kerpen Lörsfelder Busch – Götzenkirchen – Horrem Bf – Habbelrath – Grefrath – Frechen Rathaus                                       |
| 965   | Grube Carl – Frechen Rathaus – Euro Park – Weiden-West                                                                              |
| 966   | Schülerverkehr: Kerpen – Sindorf – Horrem Bf – Neubottenbroich                                                                      |
| 967   | Schülerverkehr: Pulheim |
| 968   | (Schülerverkehr) Habbelrath – Frechen                                                                                               |
| 969   | Bergheim Bf – Kenten – Quadrath-Ichendorf Bf                                                                                        |
| 970   | Köln-Bocklemünd (Stadtbahn) – Pulheim Bf – Stommeln – Fliesteden – Niederaußem – Oberaußem – Bergheim Bf                            |
| 971   | (Bergheim Bf –) Oberaußem – Niederaußem – Rheidt – Rommerskirchen Bf                                                                |
| 972   | Schülerverkehr: Köln-Weiden West – Brauweiler – Glessen – Fliesteden (– Stommeln Papst-Johannes-Schule) – Büsdorf – Bergheim Bf     |
| 974   | Stadtverkehr Erftstadt |
| 975   | Schnellverbindung: (Grevenbroich –) Kaster – Bedburg Bf – Bergheim Bf – Quadrath-Ichendorf Bf - Horrem Bf                           |
| 976   | Frechen EuroPark – Frechen Rathaus – Horrem Bf – Kerpen – Buir (sonntags nur bis Buir Kirche)                                       |
| 977   | Frechen Rathaus – Gewerbegebiet Türnich – Türnich – Liblar – Erftstadt Bf                                                           |
| 978   | Köln Hbf – Sülz – Efferen – Stotzheim – Gleuel – Berrenrath                                                                         |
| 979   | Hürth-Hermülheim (Stadtbahn) – Liblar – Erftstadt Bf – Lechenich – Erp – Zülpich                                                    |
| 980   | Köln-Worringen – Pulheim Bf – Brauweiler – Königsdorf Bf – Frechen Rathaus                                                          |
| 987   | Schülerverkehr Bedburg |
| 988   | Heppendorf – Berrendorf – Elsdorf Busbh – Oberembt – Niederembt – Bedburg                                                           |
| 990   | Brühl Mitte (Stadtbahn) – Brühl West – Erftstadt Bf – Liblar – Blessem – Lechenich – Herrig - Nörvenich                             |

Hinzu kommen weitere sieben Genehmigungen zur Durchführung von Anrufsammeltaxi-Verkehren als Ergänzung zum regulären ÖPNV und der Bürgerbus Fliesteden.
| Linie   | Verlauf |
| ------- | --- |
| SB91    | Dormagen Bf – Hackenbroich – Köln-Worringen West – Sinnersdorf – Pulheim – Brauweiler – Köln-Weiden West – Frechen Rathaus – Hürth Mitte (ZOB) – Brühl Bf   |
| SB92/93 | Elsdorf Busbf – Bergheim Bf – Quadrath-Ichendorf – Ahe – Sindorf Bf – Kerpen / – Lechenich P+R – Liblar ErftstadtCenter – Brühl Bf – Wesseling (Stadtbahn)* |

* Verkehrt zwischen Elsdorf Busbf. und Kerpen Uhlandstr. als Linie SB92, zwischen Kerpen Uhlandstr. und Wesseling Stadtbahn als Linie SB93. Die Weiterfahrt erfolgt in Kerpen Uhlandstraße jeweils ohne Umstieg, bei Spätfahrten gilt dies jedoch nicht.

## On-Demand-Service Mobie
Seit dem 1. September 2022 bietet die REVG in Erftstadt den On-Demand-Service Mobie an. Der Mobie in Pulheim wurde zum 1. April 2023 eingeführt. Ohne festen Fahrplan und Linienwege kann der Service über eine App zu festen Zeiten bestellt werden. Für Fahrgäste ohne Smartphone wird eine telefonische Buchung angeboten. Der Service ersetzte in Erftstadt den Anruf-Sammel-Taxi-Verkehr. Eingesetzt werden Fahrzeuge des Typs EQV des Herstellers Mercedes-Benz. Betrieben wird der Service von einem örtlichen Taxiunternehmen. Inhaber von Zeittickets und Abonnements sowie Polizeivollzugsbeamte (NRW) in Uniform und freifahrtberechtigte Personen erhalten einen vergünstigten Tarif.

## Bike-Sharing Mobic
Seit dem 12. September 2022 bietet die REVG in sieben der zehn Städte des Rhein-Erft-Kreises den Bike-Sharing-Service Mobic an. Die Fahrräder können an festen Stationen in den Städten ausgeliehen und zurückgegeben werden. In Erftstadt ist auch eine Rückgabe außerhalb der Stationen möglich. Diese Art der Rückgabe ist gegen eine Gebühr möglich. Erftstadt ist die erste Kommune, die die Mobic-Räder als E-Bikes anbietet. Betrieben wird der Service von der Firma Nextbike.

## Tarif
Als VRS-Partnerunternehmen wendet die REVG seit dem Jahr 1996 auf allen Linien den Beförderungstarif des Verkehrsverbund Rhein-Sieg an. Verbundraumüberschreitend findet der NRW-Tarif Anwendung.
Der Ticketvertrieb erfolgt über das Fahrpersonal, in den REVG-Fahrgastcentern in Frechen und Bergheim, 11 private Vorverkaufsstellen und über den digitalen Vertriebsweg „Mobilitybox“ des Unternehmens Vesputi.

## Fuhrpark

Die Fahrzeugtypen der REVG von Scania und Mercedes

Der Fuhrpark der REVG besteht aus 109 Diesel-Kraftomnibussen. Im Einsatz sind 49 Fahrzeuge des Typs Mercedes-Benz Citaro C2, davon 19 Gelenkomnibusse, hiervon 2 mit Hybrid-Antriebssystem, 53 Scania Citywide LE sowie seit September 2021 2 MAN Lion’s City EfficientHybrid und seit November 2023 5 MAN 32C Lion’s Intercity LE330. Alle Busse haben Dieselmotoren der schadstoffärmsten Abgasstufe EURO VI.
Ende Juni 2024 wurden die ersten Wasserstoffbusse des Typs Solaris nE 12 Hydrogen an die REVG ausgeliefert. Es handelt sich um Solofahrzeuge mit drei Türen.